# Сант-Агапито
Сант-Агапито (итал. Sant'Agapito) — коммуна в Италии, располагается в регионе Молизе, в провинции Изерния.
Население составляет 1331 человек (2008 г.), плотность населения составляет 89 чел./км². Занимает площадь 15 км². Почтовый индекс — 86070. Телефонный код — 0865.
Покровителем коммуны почитается святой Агапит Палестринский, празднование 18 августа.

## Демография
Динамика населения:

## Администрация коммуны
- Официальный сайт: http://www.comune.sant-agapito.is.it/